# Heterogramma
Heterogramma (лат.) — род чешуекрылых из подсемейства совок-пядениц.

## Описание
Щупики изогнуты вверх. Усики реснитчато опушенные. Ноги длинные и стройные. Голени передних ног с отростком. Вершина передних крыльев острая.

## Систематика
В состав рода включают 10 видов:
- Heterogramma aeripalpis Snellen, 1880
- Heterogramma biangula Bethune-Baker, 1908
- Heterogramma circumflexalis Guenée 1854
- Heterogramma clavalis Snellen, 1880
- Heterogramma contempta Schaus, 1913
- Heterogramma didyma Snellen, 1880
- Heterogramma fuscicollis Snellen, 1880
- Heterogramma micculalis Guenée 1854
- Heterogramma pseudopsodos Snellen, 1880
- Heterogramma terminalis (Herrich-Schäffer, 1870)

## Распространение
Представители рода встречаются в Центральной и Южной Америке, на Карибских островах, на Зондских островах и Новой Гвинее.